# 南格里亞謝勒泰山
47°02′21″N 12°28′00″E / 47.039221°N 12.466621°E
南格里亞謝勒泰山（德語：Südliche Göriacher Röte），是奧地利的山峰，位於該國西部，由蒂羅爾州負責管轄，屬於維內迪傑山脈的一部分，距離勞赫山2.9公里，海拔高度3,020米。